# Fearless Tour
Fearless Tour (gồm Fearless Tour 2009 và Fearless Tour 2010) là chuyến lưu diễn đầu tiên của nữ ca sĩ kiêm sáng tác nhạc người Mỹ Taylor Swift nhằm quảng bá cho album phòng thu thứ hai của cô, Fearless (2008). Chuyến lưu diễn khởi động tại sân vận động Roberts, Evansville vào ngày 23 tháng 4 năm 2009 và kết thúc tại sân vận động Gillette, Foxborough vào ngày 5 tháng 6 năm 2010 sau khi đi qua 88 thành phố tại bốn châu lục trong vòng 15 tháng.
Đêm nhạc chia làm ba màn diễn và kéo dài trong vòng hai giờ đồng hồ, bao gồm nhiều yếu tố đồ họa và nghệ thuật hình ảnh được thiết kế bởi chính Swift. Nữ ca sĩ thay đổi trang phục khoảng tám lần suốt chương trình, đồng thời trình diễn cùng năm cây đàn guitar khác nhau cộng với piano. Hỗ trợ cho cô trên sân khấu là ban nhạc bảy thành viên và sáu vũ công. Tham gia lưu diễn cùng Swift còn có Kellie Pickler, ban nhạc Gloriana và Justin Bieber với vai trò là người mở màn trong nhiều chặng. Tổng cộng, có khoảng 150 thành viên làm việc toàn thời gian cho Fearless Tour.
Chuyến lưu diễn nhận nhiều phản hồi chuyên môn tích cực từ giới phê bình, đa phần khen ngợi quá trình dàn dựng và khả năng tương tác với khán giả của Swift. Fearless Tour thu về 63.705.590 USD (8.549.167.686 triệu USD theo thời giá năm 2022) từ 89 buổi diễn theo các báo cáo chính thức bởi Billboard Boxscore, phục vụ hơn 1,3 triệu khán giả tại năm quốc gia, và là một trong 25 chuyến lưu diễn có doanh thu cao nhất trên toàn cầu trong năm 2010. Nhiều thước phim hậu trường và màn trình diễn được công bố trên nhiều chương trình truyền hình, bao gồm NBC Dateline: On Tour with Taylor Swift và Journey to Fearless.

## Bối cảnh và thông báo lịch trình
Ngày 11 tháng 11 năm 2008, Swift phát hành album Fearless thông qua hãng đĩa Big Machine Records. Hầu hết các bài hát trong album đều do Swift sáng tác hoặc đồng sáng tác cùng nhiều ca-nhạc sĩ như Liz Rose, Hillary Lindsey, Colbie Caillat và John Rich. Nội dung album xoay quanh những câu chuyện về tình yêu tuổi teen trên nền nhạc pop đồng quê, có phần trưởng thành hơn so với tác phẩm đầu tay của cô. Album nhận được nhiều phản hồi tích cực từ các nhà phê bình và đạt thành công lớn về mặt thương mại khi đứng đầu bảng xếp hạng Billboard 200, đồng thời trở thành album đồng quê bán chạy nhất năm 2008.
—Swift phát biểu trong thông báo công bố Fearless Tour.
Ngày 30 tháng 1 năm 2009, Swift chính thức công bố chuyến lưu diễn mang tên Fearless Tour trên trang web chính thức của mình. Lịch trình ban đầu đi qua 52 thành phố tại Hoa Kỳ và Canada, khởi động tại Evansville vào ngày 23 tháng 4 năm 2009 và kết thúc tại Minneapolis vào ngày 10 tháng 10 cùng năm. Tham gia cùng Swift trong suốt chuyến lưu diễn là ban nhạc đồng quê Gloriana và thí sinh tham dự cuộc thi Thần tượng âm nhạc Mỹ Kellie Pickler. Tuy nhiên ban đầu, Swift vẫn chưa xác định được địa điểm tổ chức cụ thể tại mỗi thành phố, ngoại trừ Los Angeles. Giữa tháng 6 năm 2009, Swift ấn định ngày diễn tại Nhà thi đấu Wembley, Luân Đôn. Sau đó, cô tiếp tục thêm Manchester vào hành trình tại châu Âu, đồng thời xác nhận Justin Bieber sẽ tham gia mở màn cho cả hai đêm diễn ở Anh Quốc. Ngày 30 tháng 9 năm 2009, lịch diễn cho khán giả Úc được công bố, gồm năm ngày diễn tại các nhà thi đấu. Một tuần sau, Swift quyết định mở rộng chuyến lưu diễn đến tháng 6 năm 2010, bổ sung thêm 37 đêm diễn tại Bắc Mỹ, và lần lượt xác nhận địa điểm tổ chức tại từng thành phố ngay từ tháng 10. Tháng 12 năm 2009, Swift chọn sân vận động Gillette, bang Massachussets làm điểm dừng chân cuối cùng, khép lại chuyến lưu diễn vào ngày 5 tháng 6 năm 2010. Đầu năm 2010, nữ ca sĩ thông báo buổi diễn châu Á đầu tiên, tổ chức tại Nhật Bản vào tháng 2 cùng năm.
Trong khuôn khổ chuyến lưu diễn, Swift cũng xác nhận tham gia trình diễn tại nhiều lễ hội khắp Bắc Mỹ, bao gồm Cheyenne Frontier Days, North Dakota State Fair, Chippewa Valley Country Fest, Country USA Festival, Country Thunder Festival, We Fest, BamaJam, và Bayou Country Superfest 2010. Cô còn tham gia mở màn cho 9 buổi diễn của Keith Urban trong chuyến lưu diễn Escape Together World Tour từ tháng 6 đến tháng 8 năm 2009.

## Quá trình thực hiện

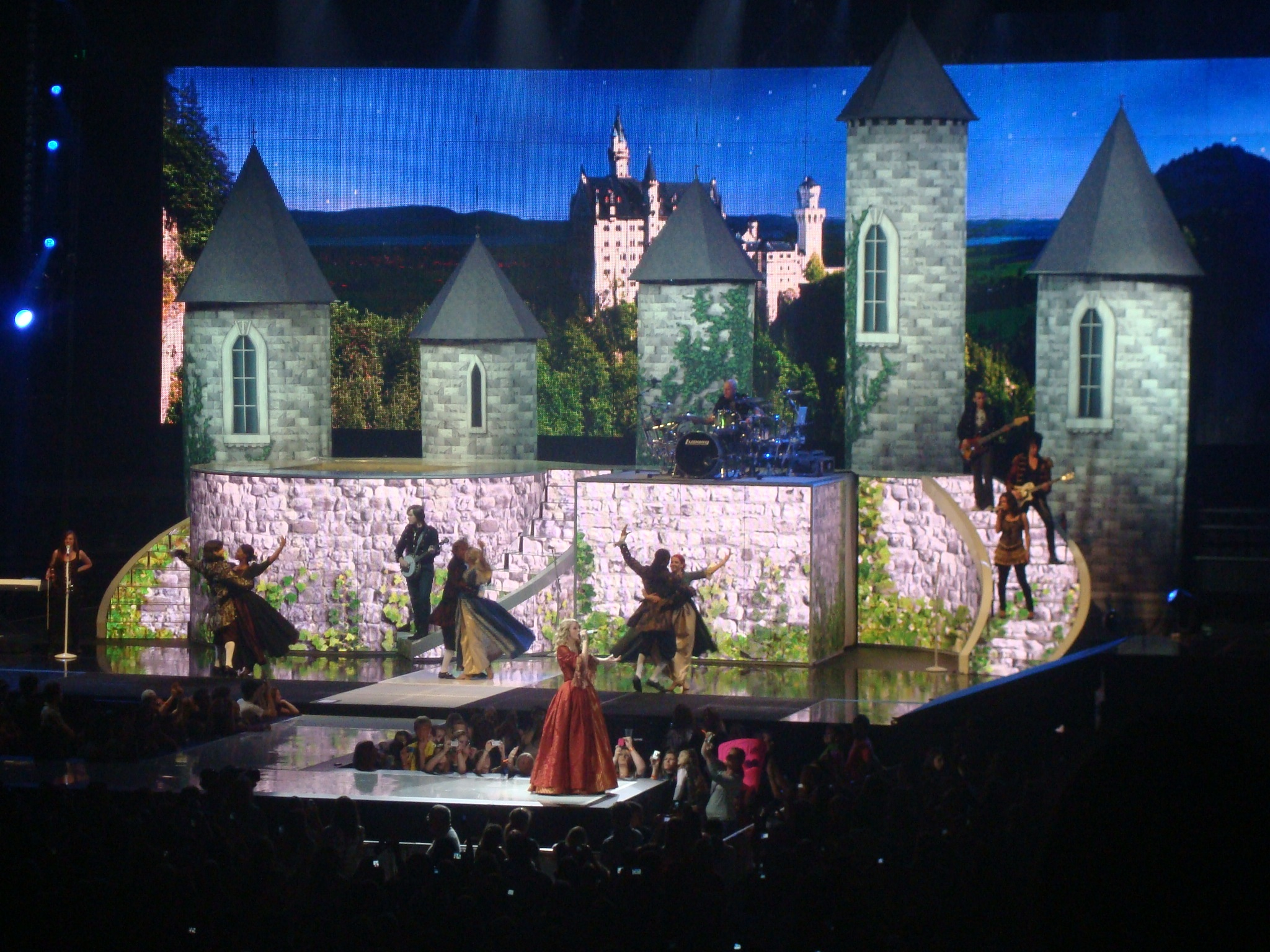
Một góc sân khấu chính trong màn trình diễn "Love Story".

Swift dành nhiều thời gian cùng nhà thiết kế sản xuất Jonathan Smeeton để thiết kế hệ thống sân khấu cho chuyến lưu diễn.:47:00 Sân khấu chính gồm hai tầng được nối với nhau bằng ba cầu thang uốn lượn kết hợp với một sàn diễn mở rộng cho phép nữ ca sĩ tương tác với khán giả nhiều hơn và một màn hình video lớn nằm đằng sau. Sân khấu B là một bục tròn có khả năng xoay vòng, nằm ở phía còn lại của địa điểm biểu diễn. Swift tổ chức tuyển chọn vũ công trước khi Fearless Tour khởi động một tháng. Cô muốn sử dụng vũ công làm nhân vật cho câu chuyện trong mỗi bài hát của mình. Các buổi thử vai diễn ra trong ba ngày, mang tính chất mở cho tất cả mọi người nhưng chỉ có sáu vũ công được chọn, gồm ba nam và ba nữ.:51:20 Tiếp đến, Swift thực hiện diễn tập cho chuyến lưu diễn trong khoảng ba tuần tại một xưởng phim ở ngoại ô Nashville. Có khoảng 150 thành viên làm việc toàn thời gian cho Fearless Tour, bao gồm ban nhạc, vũ công, người nấu ăn, người xây dựng sân khấu, người lo phục trang, người làm việc với công ty quảng bá, người lái xe tải và xe buýt.:55:35
Trong quá trình diễn tập, đội ngũ các kĩ sư phụ trách phần âm thanh của Fearless Tour đã thử nhiều hệ thống âm thanh không dây và micro của nhiều hãng cho giọng hát của Swift và quyết định sử dụng sản phẩm của công ty Audio-Technica. Kĩ sư âm thanh FOH Russell Fischer cùng kĩ sư giám sát âm thanh Andrea Vito Carena và Swift đã chọn hệ thống micro không dây loại 5000 nhờ vào chất lượng âm thanh tổng thể, độ ngưỡng hú và độ bền của hệ thống này. Fischer cho biết vì Swift "di chuyển khá nhiều khi biểu diễn, chúng tôi không muốn có tiếng hú lọt vào âm thanh nên chúng tôi cần một thứ gì đó có khả năng loại trừ thật thật tốt, đồng thời kiểm soát độ ngưỡng hú. Micro nghe thật tuyệt vờ, cứ như là cô ấy vậy". Kĩ sư Vito cũng bày tỏ rằng: "Đây là chuyến lưu diễn khó khăn nhất mà tôi từng thực hiện và nó đưa ra những thách thức khá lớn về tín hiệu âm thanh không dây".
Buổi diễn chia làm ba màn và kéo dài khoảng hai đồng hồ.

## Tóm tắt buổi diễn

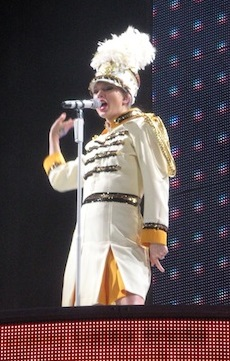
Swift mở màn buổi diễn với "You Belong with Me"

Buổi diễn bắt đầu với một đoạn phim ngắn chiếu hình ảnh nhiều nghệ sĩ như Miley Cyrus, Demi Lovato, Faith Hill, Lucas Till, khán giả và bản thân Swift chia sẻ suy nghĩ của họ về ý nghĩa của từ "fearless". Tấm màn đỏ chắn trước sân khấu nhanh chóng được kéo lên để lộ hai màn hình video mô phỏng những tủ khóa kiểu trường trung học. Swift xuất hiện trên sân khấu trong trang phục đội trưởng của một đội trống kết hợp với chiếc mũ lông cao để mở màn buổi diễn với "You Belong with Me" trong khi sáu vũ công và ban nhạc ăn mặc như những cổ động viên. Giữa tiết mục, các vũ công xé toạc bộ đồ của Swift để lộ một chiếc váy xếp nếp màu bạc lấp lánh xen kẽ với màu đen cocktail. Cô tiếp tục chương trình với "Our Song" cùng một cây đàn guitar lấp lánh trước khi dành ra vài phút giao lưu với khán giả và chuyển sang trình diễn "Tell Me Why". Bối cảnh sân khấu biến thành một thư viện trong "Teardrops on My Guitar", nơi Swift ngồi trên bàn học cùng người tình đơn phương của cô (do một vũ công nam thủ vai) rồi "bất lực nhìn anh ta hạnh phúc trong vòng tay một cô gái khác". Sau đó, cô đeo một cây đàn guitar và trình diễn "Fearless" cùng ban nhạc trước khi rời sân khấu. Video chiếu trong lúc tạm nghỉ đầu tiên chiếu cảnh Swift đang ngồi phỏng vấn cùng Hoda Kotb. Sau khi trả lời rằng "nếu các chàng trai không muốn tôi viết bài hát tệ về họ thì họ không nên làm điều xấu", Swift trở lại sân khấu trong một chiếc váy đỏ để trình bày "Forever and Away" trong phân cảnh một cuộc phỏng vấn. Ở cuối tiết mục, cô ném một chiếc ghế xuống sàn diễn rồi hoàn thành nốt bài hát. Buổi diễn tiếp nối bằng đoạn phim mang tựa đề "Crime of Passion" kể về cuộc sống "tăm tối" và "đau khổ" của các chàng trai là nhân vật trong bài hát của Swift. Nữ ca sĩ thình lình xuất hiện cùng một cây đàn guitar tại hàng ghế khán giả đối diện với sân khấu chính để trình bày "Hey Stephen" rồi di chuyển đến sân khấu B. Dọc đường, cô ôm ấp, chụp ảnh và ký tặng người hâm mộ. Tại sân khấu B, Swift lần lượt trình diễn "Fifteen" và "Tim McGraw" rồi đi xuyên qua khán giả lần nữa để về lại sân khấu chính, nơi cô khép lại màn diễn thứ hai với "White Horse".
Swift mặc một chiếc đầm màu đỏ và vàng "quý phái" khi bắt đầu màn diễn thứ ba với "Love Story". Các vũ công diện trang phục thời Nữ hoàng Elizabeth khiêu vũ xung quanh sân khấu trong khi hình ảnh một lâu đài cổ tích xuất hiện trên màn hình. Ở cuối tiết mục, cô núp sau các vũ công rồi nhanh chóng thay đổi phục trang thành một chiếc đầm trắng kết hợp với một chiếc cài tóc đính ngọc. Nữ ca sĩ tiếp tục thay một bộ đồ khác và trở lại sân khấu để trình bày "The Way I Love You". Swift biểu diễn "You're Not Sorry" kết hợp với "What Goes Around...Comes Around" của Justin Timberlake ở cuối bài trên một cây đàn piano màu đen được "vây quanh bởi những làn khói huyền ảo" trong khi "những tia chớp nhấp nháy liên tục trên màn hình và hợp âm guitar điệu rock trở nên chói tai". Buổi diễn tiếp tục với hình ảnh những ngọn lửa cháy trong "Picture to Burn". "Change" khép lại màn diễn thứ ba, nơi Swift chia sẻ suy nghĩ của cô về những vấn đề xã hội trong năm 2009 cùng "những thông điệp lạc quan" trong khi hình ảnh những nạn nhân của cuộc khủng hoảng kinh tế và thiên tai hiện lên trên màn hình. Sau lần thay đổi phục trang cuối cùng, cô trở lại sân khấu trong một chiếc váy màu đen và cùng các nghệ sĩ mở màn trình bày "I'm Only Me When I'm With You" trong khi pháo giấy nhiều màu sắc hình trái tim xuất hiện ở cuối bài. Buổi diễn kết thúc với "Should've Said No", nơi Swift có một màn đấu trống cùng một thành viên trong ban nhạc trước khi "đứng dầm mình" dưới một thác nước chảy xuống từ trần nhà và hoàn thành màn diễn.
Bố cục buổi diễn không thay đổi nhiều trong năm 2010, ngoại trừ màn trình diễn "Change" bị loại ra khỏi danh sách tiết mục. Màn trình diễn "I'm Only Me When I'm with You" được thay thế bằng "Today Was a Fairytale", tiết mục mà Swift trình diễn cùng đàn guitar.

## Diễn biến thương mại

### Lượng vé bán

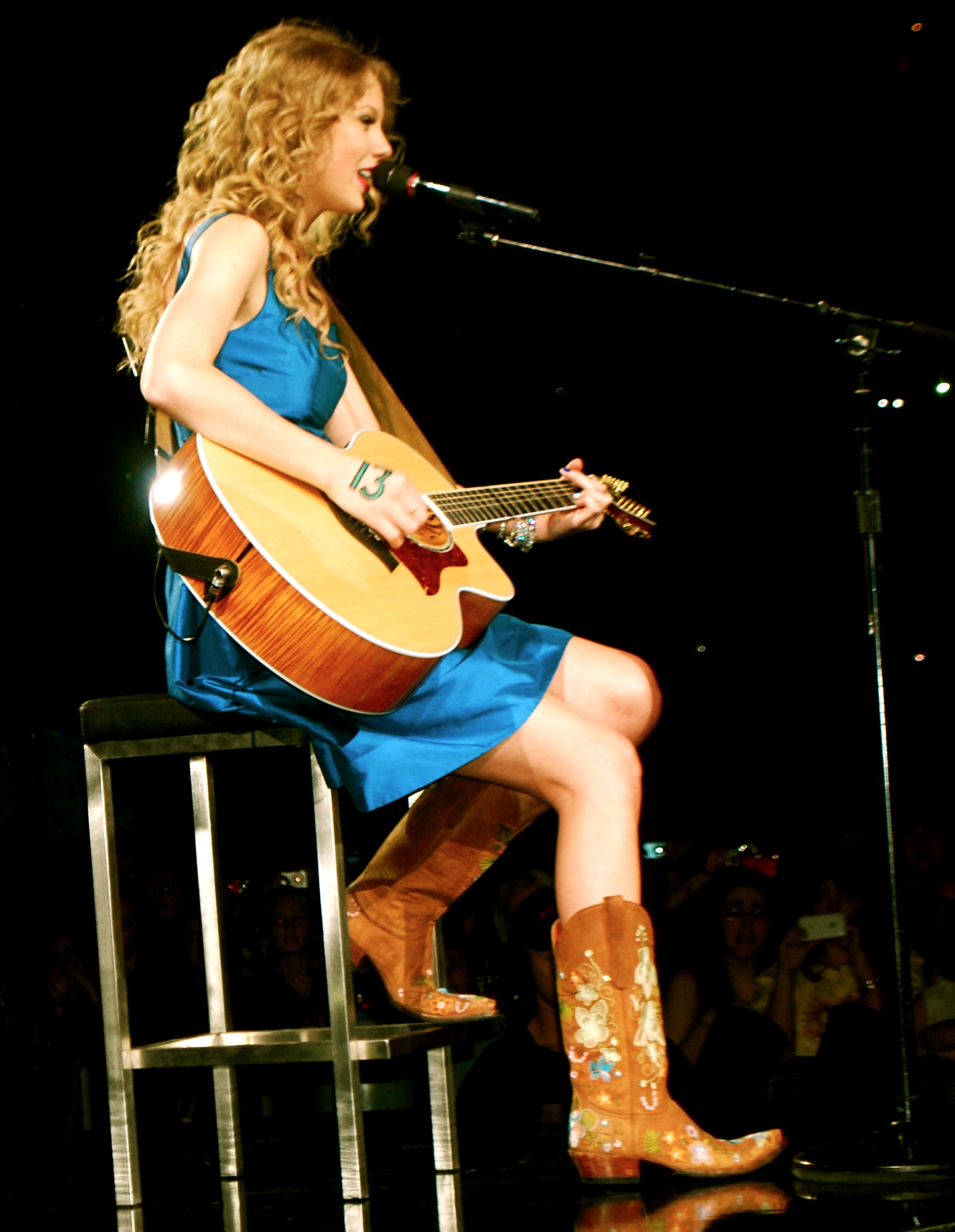
Swift trình diễn tại Newark vào năm 2010, nơi cô bán hết cả hai buổi diễn trong vòng hai phút.

Theo yêu cầu của Swift, vé tại các thị trường trong năm 2009 tính luôn cả lệ phí địa phương bao gồm các mức giá 20 USD, 39.50 USD và 49.50 USD, ngoại trừ một số nơi như thành phố New York, Los Angeles, Las Vegas và Uncasville. Sang năm 2010, giá vé có sự điều chỉnh, bắt đầu ở mức 25 USD. Pollstar cho biết giá vé trung bình của chuyến lưu diễn trong năm 2010 tăng thêm nhiều so với năm 2009, lần lượt là 62,79 USD và 47,02 USD. Vé cho hầu hết các đêm diễn đều được bán ngay trong năm 2009, riêng tại Nhật Bản là từ cuối tháng 1 năm 2010. Los Angeles là nơi chào bán đầu tiên, bắt đầu từ 10 giờ sáng ngày 6 tháng 2 thông qua Ticketmaster. Vé cho buổi diễn tại đây nhanh chóng hết sạch trong thời gian kỉ lục hai phút. Tình trạng này tiếp tục xảy ra tại nhiều đấu trường khắp Bắc Mỹ trong các đợt bán vé sau, bao gồm cả Madison Square Garden ở thành phố New York, nơi Swift bán hết buổi diễn trong vòng 60 giây. Tại Jonesboro, lượng người mua vé trực tuyến quá cao cùng một lúc đã khiến cho hệ thống bán vé trở nên quá tải, khá nhiều người tỏ ra thất vọng vì không thể mua vé dù chờ đợi nhiều giờ liền. Trên thị trường chợ đen, vé bị hét giá rất cao, lên đến 1.100 USD, và một số vé thậm chí còn chưa chào bán chính thức. Chủ tịch tập đoàn AEG Live Louis Messina chia sẻ với Billboard rằng điều này đi ngược lại với mục đích giá cả phải chăng của ban tổ chức. Ông còn tiết lộ chuyện Swift ngay lập tức phản đối ý định bán đấu giá vé ba đêm diễn đầu tiên, bởi theo cô làm như vậy chẳng khác gì những người bán lại.
Vé cho chặng Bắc Mỹ thứ hai và Úc bắt đầu mở bán từ hai tuần cuối tháng 10. Chuyến lưu diễn gặp thành công lớn về mặt bán vé tại Hoa Kỳ khi bốn đêm diễn tại Newark và Uniondale nhanh chóng hết sạch vé trong vòng hai phút, tiếp sau là 13 buổi diễn tại Philadelphia, Houston, Detroit, Washington D.C., Dallas, thành phố Kansas, Austin và Corpus Christi. Nạn phe vé lại một lần nữa tái diễn. Country Standard Time cho biết có hơn 1.500 cuộc đấu giá trên eBay ngay trong ngày bán vé đầu tiên. Mức giá cao nhất được ghi nhận lên đến con số 8.100 USD. Do nhu cầu cao từ khán giả, Swift thông báo thêm đêm diễn thứ hai tại Washington D.C., tổ chức vào ngày 1 tháng 6 năm 2010. Nữ ca sĩ cũng tăng cường thêm hai đêm diễn khác tại Sydney và Melbourne, nâng tổng số buổi diễn tại Úc lên 7 buổi so với ban đầu. Vé tại Moline và Fresno được tẩu tán nhanh trong khoảng 10 phút theo ban tổ chức. Swift trở thành một trong những nghệ sĩ hiếm hoi có khả năng bán hết vé tại Trung tâm Save Mart trong một thời gian ngắn. Buổi diễn của cô tại lễ hội thường niên Country USA Festival thiết lập kỉ lục về số lượng người tham dự khi thu hút hơn 42.000 khán giả. Swift còn là nữ nghệ sĩ hát đơn đầu tiên trong lịch sử trình diễn tại sân vận động Gillette, bán hết buổi diễn tại đây trong vòng 20 phút, đồng thời đánh dấu lần lưu diễn đầu tiên của cô tại một sân vận động của Giải Bóng bầu dục Quốc gia Hoa Kỳ.

### Số liệu phòng vé
Tính đến giữa năm 2009, Fearless Tour thu về 9 triệu USD từ 194.149 vé sau 17 buổi diễn, đứng thứ 43 trong danh sách "2009 Mid-Year Top 100 North American Tours" của Pollstar. Billboard bắt đầu tiết lộ doanh thu từng đêm diễn cụ thể từ tháng 7 năm 2009. Ngày 15 tháng 10 năm 2009, tạp chí này công bố số liệu doanh thu của 24 đêm diễn tổ chức từ ngày 17 tháng 7 đến ngày 11 tháng 10, nâng tổng doanh thu của chặng Bắc Mỹ đầu tiên lên 23 triệu USD (3.137 triệu USD theo thời giá năm 2022) sau 42 đêm diễn cháy vé. Trong các bảng xếp hạng của Pollstar vào cuối năm 2009, Fearless Tour lần lượt đứng ở vị trí thứ 36 trong "2009 Year-End Top 100 North American Tours" và thứ 48 trong "2009 Year-End Top 50 Worldwide Concert Tours". Doanh thu chuyến lưu diễn trên toàn cầu trong năm 2009 đạt 26,1 triệu USD (35.602 triệu USD theo thời giá năm 2022) từ 555.082 vé tiêu thụ sau 52 buổi diễn tại 49 thành phố, trong đó 25,5 triệu USD (34.783 triệu USD theo thời giá năm 2022) là từ Hoa Kỳ và Canada.
Sau khi kết thúc vào tháng 6 năm 2010, Pollstar liệt kê Fearless Tour ở vị trí thứ 8 trong danh sách "2010 Mid-Year Top 100 Worldwide Tours" nhờ doanh thu đạt 40,4 triệu USD (54.216 triệu USD theo thời giá năm 2022) từ 640.659 vé tiêu thụ tại 46 buổi diễn. Riêng tại thị trường Bắc Mỹ, chuyến lưu diễn thu về hơn 34,2 triệu USD (45.896 triệu USD theo thời giá năm 2022), đứng thứ 3 trong danh sách "2010 Mid-Year Top 100 North American Tours". Các vị trí này lần lượt bị đẩy xuống vị trí thứ 28 và 20 trong các bảng xếp hạng tương ứng vào cuối năm. Pollstar cũng đính chính lại tổng số lượng vé bán trên toàn cầu là 643.414 vé, tiêu thụ từ 47 buổi diễn tại 36 thành phố. Đến tháng 12, chuyến lưu diễn xuất hiện ở vị trí thứ 15 trong "Top 25 Tour of 2010" của Billboard, kiếm hơn 40,3 triệu USD (54.082 triệu USD theo thời giá năm 2022) từ 643.168 vé sau 47 buổi diễn, trong đó có 45 buổi diễn cháy vé. Tổng thể, Fearless Tour thu về 63,7 triệu USD (85.484 triệu USD theo thời giá năm 2022), phục vụ 1.138.977 khán giả theo thống kê của Billboard Boxscore. Còn theo các số liệu từ Pollstar, chuyến lưu diễn thu về 66,5 triệu USD (89.242 triệu USD theo thời giá năm 2022) từ 1.198.496 vé.
Đêm diễn tại sân vận động Gillette ở Foxborough là nơi có doanh thu cao nhất trong chuyến lưu diễn, thu hút 56.868 khán giả và đem về hơn 3.7 triệu USD. Foxborough cùng với các buổi diễn khác của Swift tại Toronto, Philadelphia, Washington D.C., Newark, Los Angeles, Uniondale, Auburn Hills và Denver lọt vào danh sách "2010 Mid-Year Top 100 Concert Grosses" của Pollstar. Đến cuối năm 2010, ngoại trừ Denver, 7 đêm diễn còn lại tiếp tục xuất hiện trong dach sách "2010 Year-End Top 200 Concert Grosses" nhưng có sự thay đổi về thứ hạng.

## Đánh giá chuyên môn

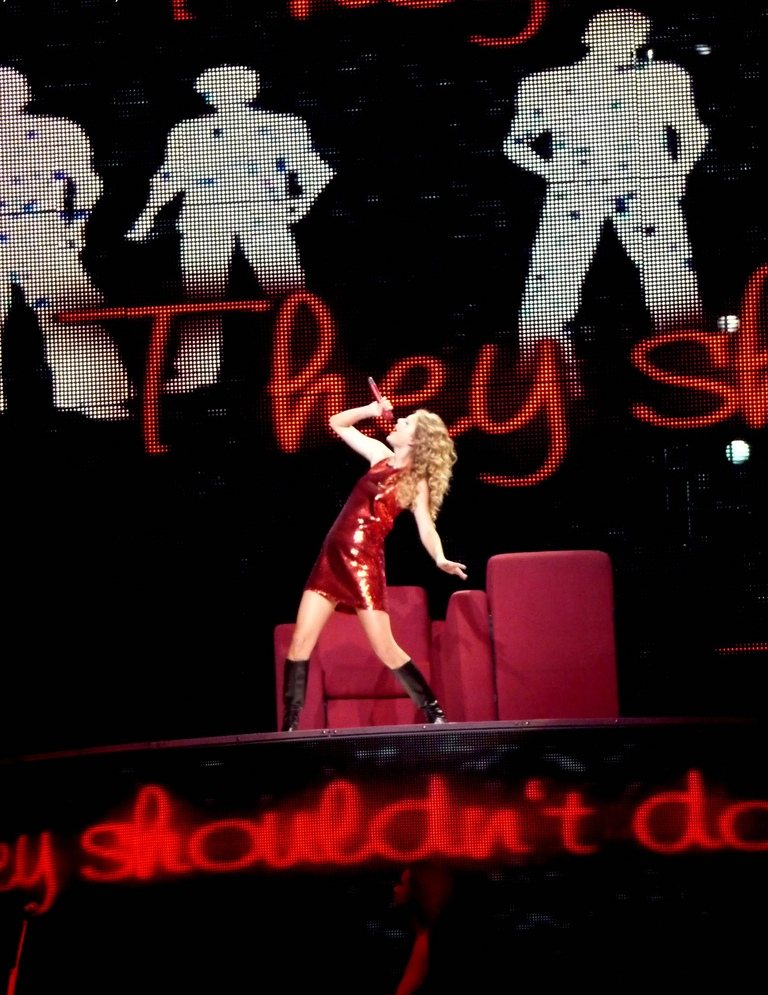
Swift trình diễn "Forever and Away" tại Los Angeles vào năm 2010

Craig Rosen từ The Hollywood Reporter khẳng định buổi diễn đã cho thấy "lý do tại sao [Swift] trở thành tân nữ hoàng của dòng nhạc đồng quê". Ông khen ngợi "phong thái trình diễn đáng yêu dù không quá rạng rỡ và thậm chí hơi vụng về" của Swift, đồng thời coi hai màn trình diễn "Fifteen" và "Tim McGraw" là điểm nhấn của chương trình. August Brown từ Los Angeles Times mô tả Swift khi đứng dưới thác nước trong phần hát lại có chút ít gì đó giống như "một ngôi sao nhạc Pop" nhưng cũng là một thiếu niên — ướt đẫm, ham chơi và những lời thanh minh khi cô về nhà sau giờ giới nghiêm". Ông nhận thấy "người hâm mộ của [Swift] không những tin vào khả năng viết nhạc điêu luyện hay phong thái duyên dáng, quyến rũ khi trình diễn của Swift mà họ còn coi cô như một người bạn." Lauren Wilson từ The Orange Country Register mô tả "buổi diễn cơ bản là một lễ hội lớn về tình yêu. Tôi chưa bao giờ nghe thấy tiếng reo hò chói tai như người hâm mộ của Swift...[Cô ấy] không có một giọng hát mạnh mẽ hay ca từ phức tạp nhưng lại có được những tính cách đáng yêu như Kelly Clarkso, đồng thời sở hữu những bài hát không kém hấp dẫn". Thông qua sự "hài lòng" và "hạnh phúc" của khán giả rời Trung tâm Staples sau chương trình, Wilson khẳng định đây sẽ không là chuyến lưu diễn cuối cùng của nữ ca sĩ. David Burger từ The Salt Lake Tribune tỏ ra thán phục, viết rằng "Swift [không những] cho thấy kĩ năng trình diễn vượt xa nhiều nghệ sĩ có tuổi đời gấp hai hay ba lần cô, [mà] còn mang đến [cho khán giả] những cảnh tượng hiếm thấy của một lễ hội nhưng không làm lu mờ phần quan trọng nhất: âm nhạc".
Đánh giá cho tờ Phoenix News Time, Christina Fuoco-Karasinski ghi nhận "những khoảnh khắc quyến rũ nhất của đêm diễn là khi Swift trở nên thật giản dị và trình bày những bài hát có giai điệu như lời ru...hoặc khi cô trò chuyện với khán giả". Jon Parales từ The New York Times cảm thấy những cảm xúc cao trào của buổi diễn đều là sự phẫn nộ. Ông nhận định âm nhạc của Swift đang chuyển sang hơi hướng arena rock, "từ [những bài hát] cùng cây đàn guitar acoustic đến những bản anthemic". Nicole Frehsee của tạp chí Rolling Stone cho một đánh giá tích cực, mô tả buổi diễn là "một cảnh tượng cầu kì" nhưng vẫn giữ được mạch cảm xúc, ngay cả khi Swift ôm cây đàn guitar hòa vào khán giả để trình diễn một loạt những ca khúc mang giai điệu ngọt ngào như "Fifteen", "White Horse" và "Tim McGraw". Trong bài đánh giá cho tờ Chicago Tribune, Alison Bonaguro viết rằng Swift đã làm cho hầu hết mọi người tham dự đêm diễn tại đấu trường Allstate tràn ngập xúc cảm của tuổi mười lăm chỉ sau bốn phút, "cô đã đưa những khán giả bị mê hoặc vào thế giới của chính mình: một nơi mà con trai không nên làm điều xấu, nơi mà những câu chuyện cổ tích trở thành sự thật và tình yêu diễn ra".
Hazel Sheffield từ The Daily Telegraph phong tặng đêm diễn tại Luân Đôn bốn trên năm sao cùng những lời bình luận tích cực, khen ngợi "Swift có sự tự tin vững chắc của một siêu sao khi trình diễn.[..] Chương trình kéo dài hai giờ đồng hồ này thật ấn tượng và sôi động qua những lần thay đổi phục trang, bố cục màn diễn hợp lý và điệu nhảy". Kết thúc bài đánh giá, Sheffield gọi Swift là người bạn tốt nhất của mỗi cô gái trẻ có mặt trong đấu trường Wembley. Jim Harrington từ San Jose Mecury News khen ngợi việc Swift dành nhiều thời gian để "tương tác với khán giả, chạm vào vô số bàn tay, cho hàng chục cái ôm ấm áp và cảm ơn người hâm mộ đã ủng hộ cô", đồng thời gọi đó là "những nỗ lực đến từ tận đáy lòng [của nữ ca sĩ]". Ông cũng khẳng định buổi diễn tại San Jose đã chứng minh "Swift xứng đáng với vị trí là một trong những ngôi sao tài năng nhất hiện nay". Brandy McDonel từ The Oklahoman gọi Swift là "một hiện tượng âm nhạc" và khen ngợi khả năng ca hát "đáng nể" của cô trong màn diễn acoustic. James Reed từ The Boston Globe mô tả màn diễn của Swift "dày dạn" và "tự tin", đồng thời nhận thấy cô có một giọng hát "ổn" trong phần lớn chương trình, đặc biệt là trong "Love Story".

### Giải thưởng và đề cử
| Năm  | Giải thưởng                    | Hạng mục                              | Kết quả   | Nguồn  |
| ---- | ------------------------------ | ------------------------------------- | --------- | ------ |
| 2009 | Giải thưởng Pollstar           | Chuyến lưu diễn của năm               | Đề cử     | [ 81 ] |
| 2009 | Giải thưởng Teen Choice        | Lựa chọn âm nhạc: Chuyến lưu diễn     | Đề cử     | [ 82 ] |
| 2010 | Giải thưởng Lưu diễn Billboard | Màn kết hợp tốt nhất                  | Đoạt giải | [ 83 ] |
| 2010 | Giải thưởng Lưu diễn Billboard | Lựa chọn từ người hâm mộ của Eventful | Đề cử     | [ 84 ] |
| 2010 | Giải thưởng Pollstar           | Chuyến lưu diễn của năm               | Đề cử     | [ 85 ] |
| 2010 | Giải Âm nhạc Đồng quê Mỹ       | Touring Headline Package of the Year  | Đề cử     | [ 86 ] |

## Ghi hình và phát sóng

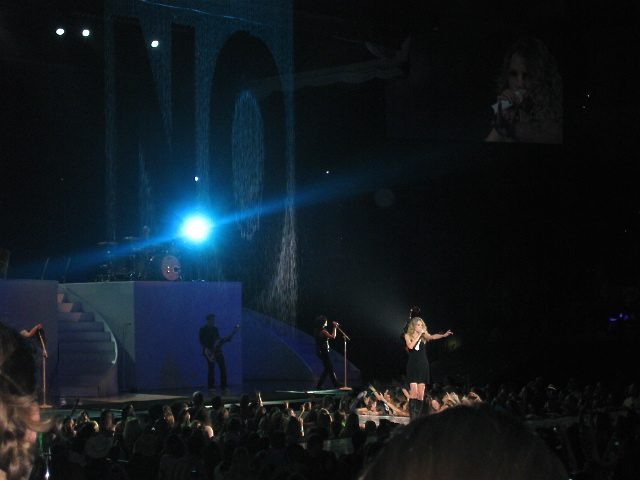
Swift kết thúc buổi diễn với "Should've Said No"

Ngày 14 tháng 5 năm 2009, kênh NBC thông báo phát sóng trực tiếp tập phim đặc biệt của chương trình Dateline NBC mang tựa đề Dateline: On Tour With Taylor Swift vào ngày 31 tháng 5 năm 2009. Tập phim kéo dài một giờ đồng hồ được ghi hình trong vòng ba tháng tại Úc, Anh và Hoa Kỳ, bao gồm những cuộc phỏng vấn, những đoạn phim tư liệu của Swift, hậu trường một số buổi diễn cộng với những thước phim độc quyền về quá trình thực hiện và khởi động Fearless Tour. Trước khi chính thức phát sóng, NBC chia tập phim thành 9 đoạn phim ngắn xem trước dài 15 phút và đăng tải trên trang web của kênh vào ngày 28 tháng 5. Ba đoạn đầu có tựa đề lần lượt là Taylor Swift - Jet Lag Master, The Juicer, The T-Party còn sáu đoạn cuối có chung tựa đề là Meet Taylor's band. Ngày 13 tháng 11 năm 2009, Swift phát hành video hậu trường của đêm diễn tại Evansville trên cửa hàng iTunes. Nhiều phân cảnh trình diễn và hậu trường của chuyến lưu diễn cũng được tập hợp trong video âm nhạc cho đĩa đơn "Fearless".
Ngày 12 tháng 10 năm 2010, Swift thông báo phát sóng bộ phim tư liệu gồm ba tập phim về chuyến lưu diễn mang tên Journey to Fearless trên hệ thống The Hub từ ngày 22 đến ngày 24 tháng 10 năm 2010. Bộ phim do công ty Hasbro Studios sản xuất, có tổng độ dài 135 phút, bao gồm những thước phim hậu trường chưa từng công bố và 13 màn trình diễn trực tiếp của Swift. Theo Kidscreen, Journey to Fearless đã thu hút khoảng 106.000 lượt xem tính đến tháng 7 năm 2011. Tháng 8 năm 2011, Shout Factory và Hasbro Studios thông báo phát hành bộ phim dưới định dạng DVD và Bluray vào ngày 11 tháng 10 cùng năm. Một số đoạn phim hậu trường khác về Fearless Tour cũng được công bố độc quyền trên kênh Taylor Swift NOW thông qua dịch vụ truyền dữ liệu DirecTV từ năm 2016.

## Danh sách tiết mục
Danh sách tiết mục trong đêm diễn ngày 1 tháng 5 năm 2009 tại Đấu trường Jacksonville Veterans Memorial, Jacksonville. Đây không phải là danh sách đại diện và đã được thay đổi qua nhiều đêm diễn khác nhau.
1. "You Belong with Me"
2. "Our Song"
3. "Tell Me Why"
4. "Teardrops On My Guitar"
5. "Fearless"
6. "Forever and Always"
7. "Hey Stephen"
8. "Fifteen"
9. "Tim McGraw"
10. "White Horse"
11. "Love Story"
12. "The Way I Loved You"
13. "You're Not Sorry" (kết hợp với "What Goes Around...Comes Around" của Justin Timberlake)
14. "Change"
15. "Picture to Burn"

Hát lại
1. "I'm Only Me When I'm With You" (trình diễn với Kellie Pickler và Gloriana)
2. "Should've Said No"

Danh sách tiết mục trong đêm diễn ngày 2 tháng 4 năm 2010 tại Trung tâm Sprint, thành phố Kansas.
1. "You Belong with Me"
2. "Our Song"
3. "Tell Me Why"
4. "Teardrops On My Guitar"
5. "Fearless"
6. "Forever and Always"
7. "Hey Stephen"
8. "Fifteen"
9. "Tim McGraw"
10. "White Horse"
11. "Love Story"
12. "The Way I Loved You"
13. "You're Not Sorry" (kết hợp với "What Goes Around...Comes Around" của Justin Timberlake)
14. "Picture to Burn"

Hát lại
1. "Today Was A Fairytale"
2. "Should've Said No"

- "The Best Day" đã bị cắt khỏi danh sách tiết mục sau đêm diễn đầu tiên tại Evansville.[28] Trong đêm diễn tại Moline, Swift trình diễn bài hát này một lần nữa để dành tặng cho mẹ của cô.[96]
- "Picture To Burn" ban đầu nằm trong phần hát lại nhưng về sau được trình diễn trong màn thứ ba. Swift cũng dời "I'm Only Me When I'm With You" xuống phần hát lại thay vì trình diễn bài hát này trước "Change".[28] Trong một số đêm diễn như tại Los Angeles, "Change" là tiết mục cuối của màn diễn thứ ba.[44]
- Trong đêm diễn ngày 22 tháng 5 năm 2009 tại Los Angeles, Swift trình diễn "Your Body Is a Wonderland" cùng John Mayer.[97]
- Trong đêm diễn ngày 12 tháng 9 năm 2009 tại Nashville, Swift trình diễn cùng Faith Hill liên khúc "This Kiss" và "The Way I love You".[98]
- Trong đêm diễn tại Brisbane, Swift trình diễn "Two Is Better Than One".
- Trong đêm diễn ngày 15 tháng 4 năm 2010 tại Los Angles, Swift trình diễn "Hot n Cold" cùng Katy Perry.[99]
- Trong đêm diễn cuối cùng tại Foxborough, Swift thêm "Jump Then Fall" vào phần hát lại.[100]

## Lịch trình
| Ngày                 | Thành phố           | Quốc gia | Địa điểm                                  | Nghệ sĩ mở màn                        | Số người tham dự | Doanh thu  |
| Bắc Mỹ               | Bắc Mỹ              | Bắc Mỹ   | Bắc Mỹ                                    | Bắc Mỹ                                | Bắc Mỹ           | Bắc Mỹ     |
| -------------------- | ------------------- | -------- | ----------------------------------------- | ------------------------------------- | ---------------- | ---------- |
| 23 tháng 4 năm 2009  | Evansville          | Hoa Kỳ   | Sân vận động Roberts                      | Kellie Pickler Gloriana               | 7.463 / 7.463    | $360.617   |
| 24 tháng 4 năm 2009  | Jonesboro           | Hoa Kỳ   | Trung tâm Convocation                     | Kellie Pickler Gloriana               | 7.822 / 7.822    | $340.328   |
| 25 tháng 4 năm 2009  | St. Louis           | Hoa Kỳ   | Trung tâm Scottrade                       | Kellie Pickler Gloriana               | 13.764 / 13.764  | $650.420   |
| 30 tháng 4 năm 2009  | Charleston          | Hoa Kỳ   | North Charleston Coliseum                 | Kellie Pickler Gloriana               | 8.751 / 8.751    | $398.154   |
| 1 tháng 5 năm 2009   | Jacksonville        | Hoa Kỳ   | Đấu trường Jacksonville Veterans Memorial | Kellie Pickler Gloriana               | 11.072 / 11.072  | $507.012   |
| 2 tháng 5 năm 2009   | Biloxi              | Hoa Kỳ   | Mississippi Coast Coliseum                | Kellie Pickler Gloriana               | 9.436 / 9.436    | $437.313   |
| 14 tháng 5 năm 2009  | Spokane             | Hoa Kỳ   | Đấu trường Spokane                        | Kellie Pickler Gloriana               | 10.798 / 10.798  | $482.146   |
| 15 tháng 5 năm 2009  | Seattle             | Hoa Kỳ   | Đấu trường Key                            | Kellie Pickler Gloriana               | 12.061 / 12.061  | $528.637   |
| 16 tháng 5 năm 2009  | Portland            | Hoa Kỳ   | Đấu trường Rose Garden                    | Kellie Pickler Gloriana               | 13.226 / 13.226  | $613.284   |
| 17 tháng 5 năm 2009  | Nampa               | Hoa Kỳ   | Trung tâm Ford Idaho                      | Kellie Pickler Gloriana               | 8.970 / 8.970    | $413.622   |
| 21 tháng 5 năm 2009  | Glendale            | Hoa Kỳ   | Đấu trường Jobing.com                     | Kellie Pickler Gloriana               | 13.052 / 13.052  | $647.923   |
| 22 tháng 5 năm 2009  | Los Angeles         | Hoa Kỳ   | Trung tâm Staples                         | Kellie Pickler Gloriana               | 13.648 / 13.648  | $720.940   |
| 23 tháng 5 năm 2009  | Las Vegas           | Hoa Kỳ   | Trung tâm Sự Kiện Mandalay Bay            | Kellie Pickler Gloriana               | 8.311 / 8.311    | $551.051   |
| 24 tháng 5 năm 2009  | San Diego           | Hoa Kỳ   | Đấu trường Thể thao San Diego             | Kellie Pickler Gloriana               | 10.174 / 10.174  | $502.689   |
| 26 tháng 5 năm 2009  | Thành phố Salt Lake | Hoa Kỳ   | Đấu trường EnergySolutions                | Kellie Pickler Gloriana               | 13.042 / 13.042  | $555.207   |
| 4 tháng 6 năm 2009   | Enterprise          | Hoa Kỳ   | BamaJam                                   | không có                              | không có         | không có   |
| 11 tháng 6 năm 2009  | Columbia            | Hoa Kỳ   | Merriweather Post Pavilion                | Kellie Pickler Gloriana               | 17.619 / 17.619  | $608.438   |
| 12 tháng 6 năm 2009  | Greensboro          | Hoa Kỳ   | Greensboro Coliseum                       | Kellie Pickler Gloriana               | 14.641 / 14.641  | $690.959   |
| 24 tháng 6 năm 2009  | Oshkosh             | Hoa Kỳ   | Country USA Festival                      | không có                              | không có         | không có   |
| 25 tháng 6 năm 2009  | Cadott              | Hoa Kỳ   | Chippewa Valley Country Fest              | không có                              | không có         | không có   |
| 8 tháng 7 năm 2009   | Calgary             | Canada   | Pengrowth Saddledome                      | không có                              | không có         | không có   |
| 10 tháng 7 năm 2009  | Craven              | Canada   | Craven Country Jamboree                   | không có                              | không có         | không có   |
| 11 tháng 7 năm 2009  | Winnipeg            | Canada   | Trung tâm MTS                             | Kellie Pickler Gloriana               | 11.369 / 11.369  | $512.487   |
| 16 tháng 7 năm 2009  | Twin Lakes          | Hoa Kỳ   | Country Thunder Festival                  | không có                              | không có         | không có   |
| 17 tháng 7 năm 2009  | Columbus            | Hoa Kỳ   | Đấu trường Nationwide                     | không có                              | không có         | không có   |
| 18 tháng 7 năm 2009  | Charleston          | Hoa Kỳ   | Trung tâm Charleston Civic                | không có                              | không có         | không có   |
| 23 tháng 7 năm 2009  | Cheyenne            | Hoa Kỳ   | Cheyenne Frontier Days                    | không có                              | không có         | không có   |
| 24 tháng 7 năm 2009  | Thành phố Rapid     | Hoa Kỳ   | Trung tâm Rushmore Plaza Civic            | không có                              | không có         | không có   |
| 25 tháng 7 năm 2009  | Minot               | Hoa Kỳ   | North Dakota State Fair                   | không có                              | không có         | không có   |
| 7 tháng 8 năm 2009   | Detroit Lakes       | Hoa Kỳ   | We Fest                                   | không có                              | không có         | không có   |
| 9 tháng 8 năm 2009   | Omaha               | Hoa Kỳ   | Trung tâm Qwest                           | Kellie Pickler Gloriana               | 13.892 / 13.892  | $675.455   |
| 27 tháng 8 năm 2009  | Thành phố New York  | Hoa Kỳ   | Madison Square Garden                     | Kellie Pickler Gloriana               | 13.597 / 13.597  | $976.062   |
| 28 tháng 8 năm 2009  | Uncasville          | Hoa Kỳ   | Đấu trường Mohegan                        | không có                              | không có         | không có   |
| 29 tháng 8 năm 2009  | University Park     | Hoa Kỳ   | Trung tâm Bryce Jordan                    | không có                              | không có         | không có   |
| 30 tháng 8 năm 2009  | Louisville          | Hoa Kỳ   | Freedom Hall                              | không có                              | không có         | không có   |
| 3 tháng 9 năm 2009   | Duluth              | Hoa Kỳ   | The Arena tại Trung tâm Gwinnett          | không có                              | không có         | không có   |
| 4 tháng 9 năm 2009   | Greenville          | Hoa Kỳ   | Đấu trường Bon Secours Wellness           | không có                              | không có         | không có   |
| 5 tháng 9 năm 2009   | Charlotte           | Hoa Kỳ   | Đấu trường Time Warner Cable              | không có                              | không có         | không có   |
| 9 tháng 9 năm 2009   | Lafayette           | Hoa Kỳ   | Cajundome                                 | không có                              | không có         | không có   |
| 10 tháng 9 năm 2009  | Thành phố Bossier   | Hoa Kỳ   | CenturyTel Center                         | không có                              | không có         | không có   |
| 11 tháng 9 năm 2009  | Birmingham          | Hoa Kỳ   | Birmingham–Jefferson Convention Complex   | không có                              | không có         | không có   |
| 12 tháng 9 năm 2009  | Nashville           | Hoa Kỳ   | Trung tâm Sommet                          | Kellie Pickler Gloriana               | 14.269 / 14.269  | $642.387   |
| 25 tháng 9 năm 2009  | Dallas              | Hoa Kỳ   | Trung tâm American Airlines               | Kellie Pickler Gloriana               | 13.794 / 13.794  | $628.062   |
| 26 tháng 9 năm 2009  | North Little Rock   | Hoa Kỳ   | Verizon Arena                             | Kellie Pickler Gloriana               | 13.978 / 13.978  | $654.089   |
| 27 tháng 9 năm 2009  | Tulsa               | Hoa Kỳ   | Trung tâm BOK                             | không có                              | không có         | không có   |
| 1 tháng 10 năm 2009  | Pittsburgh          | Hoa Kỳ   | Đấu trường Mellon                         | không có                              | không có         | không có   |
| 2 tháng 10 năm 2009  | Grand Rapids        | Hoa Kỳ   | Đấu trường Van Andel                      | không có                              | không có         | không có   |
| 3 tháng 10 năm 2009  | Cleveland           | Hoa Kỳ   | Đấu trường Quicken Loans                  | Kellie Pickler Gloriana               | 15.524 / 15.524  | $743.492   |
| 8 tháng 10 năm 2009  | Indianapolis        | Hoa Kỳ   | Conseco Fieldhouse                        | Kellie Pickler Gloriana               | 13.373 / 13.373  | $634.876   |
| 9 tháng 10 năm 2009  | Rosemont            | Hoa Kỳ   | Allstate Arena                            | Kellie Pickler Gloriana               | 26.265 / 26.265  | $1.150.896 |
| 10 tháng 10 năm 2009 | Rosemont            | Hoa Kỳ   | Allstate Arena                            | Kellie Pickler Gloriana               | 26.265 / 26.265  | $1.150.896 |
| 11 tháng 10 năm 2009 | Minneapolis         | Hoa Kỳ   | Trung tâm Target                          | Kellie Pickler Gloriana               | 13.563 / 13.563  | $623.975   |
| châu Âu              |                     |          |                                           |                                       |                  |            |
| 23 tháng 11 năm 2009 | Luân Đôn            | Anh      | Wembley Arena                             | Justin Bieber                         | không có         | không có   |
| 24 tháng 11 năm 2009 | Manchester          | Anh      | Manchester Evening News Arena             | Justin Bieber                         | không có         | không có   |
| Châu Đại Dương       |                     |          |                                           |                                       |                  |            |
| 4 tháng 2 năm 2010   | Brisbane            | Úc       | Brisbane Entertainment Centre             | Gloriana                              | 11.334 / 11.334  | $956.505   |
| 6 tháng 2 năm 2010   | Sydney              | Úc       | Acer Arena                                | Gloriana                              | 27.030 / 27.030  | $2.030.640 |
| 7 tháng 2 năm 2010   | Sydney              | Úc       | Acer Arena                                | Gloriana                              | 27.030 / 27.030  | $2.030.640 |
| 8 tháng 2 năm 2010   | Newcastle           | Úc       | Trung tâm Giải trí Newcastle              | Gloriana                              | 7.180 / 7.180    | $555.396   |
| 10 tháng 2 năm 2010  | Melbourne           | Úc       | Rod Laver Arena                           | Gloriana                              | 23.493 / 23.493  | $1.627.510 |
| 11 tháng 2 năm 2010  | Melbourne           | Úc       | Rod Laver Arena                           | Gloriana                              | 23.493 / 23.493  | $1.627.510 |
| 12 tháng 2 năm 2010  | Adelaide            | Úc       | Trung tâm Giải trí Adelaide               | Gloriana                              | 8.376 / 9.066    | $585.352   |
| Châu Á               |                     |          |                                           |                                       |                  |            |
| 17 tháng 2 năm 2010  | Tokyo               | Nhật Bản | Zepp                                      | không có                              | không có         | không có   |
| Bắc Mỹ               |                     |          |                                           |                                       |                  |            |
| 4 tháng 3 năm 2010   | Tampa               | Hoa Kỳ   | St. Pete Times Forum                      | Kellie Pickler Gloriana               | 13.861 / 13.861  | $793.049   |
| 5 tháng 3 năm 2010   | Orlando             | Hoa Kỳ   | Đấu trường Amway                          | Kellie Pickler Gloriana               | 11.101 / 11.101  | $598.581   |
| 7 tháng 3 năm 2010   | Sunrise             | Hoa Kỳ   | Trung tâm BankAtlantic                    | Kellie Pickler Gloriana               | 13.453 / 13.453  | $777.442   |
| 10 tháng 3 năm 2010  | Austin              | Hoa Kỳ   | Trung tâm Frank Erwin                     | Kellie Pickler Gloriana               | 11.928 / 11.928  | $642.705   |
| 11 tháng 3 năm 2010  | Dallas              | Hoa Kỳ   | Trung tâm American Airlines               | Kellie Pickler Gloriana               | 14.022 / 14.022  | $742.954   |
| 12 tháng 3 năm 2010  | Corpus Christi      | Hoa Kỳ   | Trung tâm American Bank                   | Kellie Pickler Gloriana               | 8.423 / 8.423    | $501.169   |
| 18 tháng 3 năm 2010  | Philadelphia        | Hoa Kỳ   | Trung tâm Wachovia                        | Kellie Pickler Gloriana               | 30.360 / 30.360  | $2.002.321 |
| 19 tháng 3 năm 2010  | Philadelphia        | Hoa Kỳ   | Trung tâm Wachovia                        | Kellie Pickler Gloriana               | 30.360 / 30.360  | $2.002.321 |
| 20 tháng 3 năm 2010  | Charlottesville     | Hoa Kỳ   | Đấu trường John Paul Jones                | Kellie Pickler Gloriana               | 11.858 / 11.858  | $664.305   |
| 26 tháng 3 năm 2010  | Auburn Hills        | Hoa Kỳ   | The Palace of Auburn Hills                | Kellie Pickler Gloriana               | 29.125 / 29.125  | $1.711.591 |
| 27 tháng 3 năm 2010  | Auburn Hills        | Hoa Kỳ   | The Palace of Auburn Hills                | Kellie Pickler Gloriana               | 29.125 / 29.125  | $1.711.591 |
| 28 tháng 3 năm 2010  | Cincinnati          | Hoa Kỳ   | Đấu trường U.S. Bank                      | Kellie Pickler Gloriana               | 11.208 / 11.208  | $645.592   |
| 31 tháng 3 năm 2010  | Thành phố Oklahoma  | Hoa Kỳ   | Trung tâm Ford                            | Kellie Pickler Gloriana               | 11.795 / 11.795  | $675.184   |
| 1 tháng 4 năm 2010   | Wichita             | Hoa Kỳ   | Đấu trường Intrust Bank                   | Kellie Pickler Gloriana               | 11.208 / 11.208  | $610.801   |
| 2 tháng 4 năm 2010   | Thành phố Kansas    | Hoa Kỳ   | Trung tâm Sprint                          | Kellie Pickler Gloriana               | 13.781 / 13.781  | $761.110   |
| 6 tháng 4 năm 2010   | Denver              | Hoa Kỳ   | Trung tâm Pepsi                           | Kellie Pickler Gloriana               | 25.991 / 25.991  | $1.497.135 |
| 7 tháng 4 năm 2010   | Denver              | Hoa Kỳ   | Trung tâm Pepsi                           | Kellie Pickler Gloriana               | 25.991 / 25.991  | $1.497.135 |
| 10 tháng 4 năm 2010  | Fresno              | Hoa Kỳ   | Trung tâm Save Mart                       | Kellie Pickler Gloriana               | 11.706 / 11.706  | $649.488   |
| 11 tháng 4 năm 2010  | San Jose            | Hoa Kỳ   | HP Pavilion                               | Kellie Pickler Gloriana               | 12.744 / 12.744  | $716.726   |
| 15 tháng 4 năm 2010  | Los Angeles         | Hoa Kỳ   | Trung tâm Staples                         | Kellie Pickler Gloriana               | 27.518 / 27.518  | $1.736.197 |
| 16 tháng 4 năm 2010  | Los Angeles         | Hoa Kỳ   | Trung tâm Staples                         | Kellie Pickler Gloriana               | 27.518 / 27.518  | $1.736.197 |
| 29 tháng 4 năm 2010  | Lexington           | Hoa Kỳ   | Đấu trường Rupp                           | Kellie Pickler Gloriana               | 17.966 / 17.966  | $1.024.223 |
| 30 tháng 4 năm 2010  | Columbia            | Hoa Kỳ   | Đấu trường Colonial Life Arena            | Kellie Pickler Gloriana               | 13.429 / 13.429  | $755.475   |
| 1 tháng 5 năm 2010   | Raleigh             | Hoa Kỳ   | Trung tâm RBC                             | Kellie Pickler Gloriana               | 13.895 / 13.895  | $752.303   |
| 6 tháng 5 năm 2010   | Des Moines          | Hoa Kỳ   | Đấu trường Wells Fargo                    | Kellie Pickler Gloriana               | 13.264 / 13.264  | $738.280   |
| 7 tháng 5 năm 2010   | St. Paul            | Hoa Kỳ   | Trung tâm Xcel Energy                     | Kellie Pickler Gloriana               | 14.914 / 14.914  | $846.111   |
| 8 tháng 5 năm 2010   | Moline              | Hoa Kỳ   | Trung tâm iWireless                       | Kellie Pickler Gloriana               | 10.641 / 10.641  | $610.668   |
| 12 tháng 5 năm 2010  | Newark              | Hoa Kỳ   | Trung tâm Prudential                      | Kellie Pickler Gloriana               | 26.065 / 26.065  | $1.742.669 |
| 13 tháng 5 năm 2010  | Newark              | Hoa Kỳ   | Trung tâm Prudential                      | Kellie Pickler Gloriana               | 26.065 / 26.065  | $1.742.669 |
| 14 tháng 5 năm 2010  | Uniondale           | Hoa Kỳ   | Nassau Coliseum                           | Kellie Pickler Gloriana               | 25.831 / 25.831  | $1.713.529 |
| 15 tháng 5 năm 2010  | Uniondale           | Hoa Kỳ   | Nassau Coliseum                           | Kellie Pickler Gloriana               | 25.831 / 25.831  | $1.713.529 |
| 20 tháng 5 năm 2010  | Ottawa              | Canada   | Scotiabank Place                          | Kellie Pickler Gloriana               | 13.376 / 13.376  | $873.206   |
| 21 tháng 5 năm 2010  | Toronto             | Canada   | Trung tâm Air Canada                      | Kellie Pickler Gloriana               | 30.458 / 30.458  | $2.497.690 |
| 22 tháng 5 năm 2010  | Toronto             | Canada   | Trung tâm Air Canada                      | Kellie Pickler Gloriana               | 30.458 / 30.458  | $2.497.690 |
| 25 tháng 5 năm 2010  | Houston             | Hoa Kỳ   | Trung tâm Toyota                          | Kellie Pickler Gloriana               | 23.493 / 23.493  | $1.290.926 |
| 26 tháng 5 năm 2010  | Houston             | Hoa Kỳ   | Trung tâm Toyota                          | Kellie Pickler Gloriana               | 23.493 / 23.493  | $1.290.926 |
| 29 tháng 5 năm 2010  | Baton Rouge         | Hoa Kỳ   | Sân vận động LSU Tiger                    | không có                              | không có         | không có   |
| 1 tháng 6 năm 2010   | Washington, D.C.    | Hoa Kỳ   | Trung tâm Verizon                         | Kellie Pickler Gloriana               | 27.290 / 27.290  | $1.824.743 |
| 2 tháng 6 năm 2010   | Washington, D.C.    | Hoa Kỳ   | Trung tâm Verizon                         | Kellie Pickler Gloriana               | 27.290 / 27.290  | $1.824.743 |
| 5 tháng 6 năm 2010   | Foxborough          | Hoa Kỳ   | Sân vận động Gillette                     | Justin Bieber Gloriana Kellie Pickler | 56.868 / 56.868  | $3.726.157 |

## Đội ngũ thực hiện
| - Taylor Swift — Hát chính, Guitar, Piano - Caitlin Evanson — Vĩ cầm, Guitar, Góp giọng - Elizabeth Huett — Hát bè - Al Wilson — Trống - Paul Sidoti — Guitar, Hát bè - Mike Meadows — Banjo, Guitar, Mandolin, Keyboards - Amos Heller — Guitar bass - Grant Mickelson — Guitar chính | - Clifton Pierce - Kenneth Stansell - Lacey Mason - Jonathan Carey - Charity Baroni - Claire Callaway |

Nguồn:

### Chú giải
1. ↑  Buổi diễn này là một phần của lễ hội BamaJam.
2. ↑  Buổi diễn này là một phần của lễ hội Country USA Festival.
3. ↑  Buổi diễn này là một phần của lễ hội Chippewa Valley Country Fest.
4. ↑  Buổi diễn này là một phần của lễ hội Craven Country Jamboree.
5. ↑  Buổi diễn này là một phần của lễ hội Country Thunder Festival.
6. ↑  Buổi diễn này là một phần của Cheyenne Frontier Days.
7. ↑  Buổi diễn này là một phần của lễ hội North Dakota State Fair.
8. ↑  Buổi diễn này là một phần của lễ hội We Fest.
9. ↑  Buổi diễn tại Lafayette ban đầu định diễn ra vào ngày 10 tháng 9 năm 2009,[18] nhưng đã được dời đến ngày 9 tháng 9 năm 2009 sau khi Swift thêm Nashville vào hành trình.[102]
10. ↑  Buổi diễn tại thành phố Bossier ban đầu định diễn ra vào ngày 11 tháng 9 năm 2009,[18] nhưng đã được dời đến ngày 10 tháng 9 năm 2009 sau khi Swift thêm Nashville vào hành trình.[102]
11. ↑  Buổi diễn tại Birmingham ban đầu định diễn ra vào ngày 12 tháng 9 năm 2009,[104] nhưng đã được dời đến ngày 11 tháng 9 năm 2009 sau khi Swift thêm Nashville vào hành trình.[102]
12. ↑  Buổi diễn tại Minneapolis định diễn ra vào ngày 10 tháng 10 năm 2009,[7] nhưng đã được dời đến ngày 11 tháng 10 năm 2009[105] sau khi Swift tăng cường thêm một đêm diễn tại Rosemont.[103]
13. ↑  Buổi diễn này là một phần của lễ hội Bayou Country Superfest.